# Tavares da Gaita
José Tavares da Silva, mais conhecido como Tavares da Gaita (Taquaritinga do Norte, 10 de março de 1925 — Caruaru, 8 de abril de 2009) foi um compositor, percussionista, gaitista e desenhista brasileiro.

## Biografia
Quando criança já participava de bandas de forró, tocando triângulo, reco-reco e ganzá. Trabalhou como alfaiate, sapateiro e marceneiro, mas teve contato com instrumentos musicais desde criança. Viveu a infância em sua cidade natal, fixando-se em Caruaru a partir de 1957.
Ficou conhecido como Tavares da Gaita na década de 1970, quando encontrou um "realejo"  (realejo,  na Região Nordeste do Brasil, significa uma gaita feita de folha-de-flandres) numa gaveta. Tornou-se um virtuose do instrumento, inventando uma maneira de tocar gaita invertida de modo que ela soasse como um acordeão. Trabalhou numa companhia de teatro mambembe e criou vários instrumentos para a função. Continuou fabricando seus instrumentos e vendendo-os inclusive para o exterior.
O músico morreu aos 84 anos por uma infecção generalizada, decorrente á um derrame cerebral sofrido no final de março.

## Discografia
- Sanfonas de boca (2003)